# 活けるキリスト一麦教会
活けるキリスト一麦教会（いけるキリストいちばくきょうかい）は愛知県名古屋市名東区に事務所を置く、日本のプロテスタント福音派の団体。日本福音同盟に加盟している。
名古屋を中心に、大阪府、兵庫県、京都府、奈良県、富山県等に伝道を展開している。それぞれは単立であるが、一麦の群として同じ信仰と規則に従って活動している。

## 歴史
- 1941年12月25日 松原和人によって名古屋市で多くの実を結ぶ「一粒の麦」になることを目指して設立。
- 1966年5月15日 松原和人の死去に伴い、妻の松原向（さき）が自己を同団体の主管に任命する。
- 1992年9月 合議制に移行。[1]

## 特色
- 聖書に堅く立ち、聖霊の盈満を強調する。